# Kim Bo-young
Œuvres principales
- L'Odyssée des étoiles

Kim Bo-young, née en 1975 en Corée du Sud, est une écrivaine de science-fiction sud-coréenne basée dans la province de Gangwon. En plus de ses romans et recueils de nouvelles, elle a travaillé comme conseillère en scénario pour le film Snowpiercer, le Transperceneige de Bong Joon-ho en 2013. Elle est la première autrice coréenne de science-fiction publiée par HarperCollins.

## Biographie
Kim Bo-young nait en 1975. Son accès aux livres de science-fiction occidentaux est limité par les dictatures militaires jusqu'au début des années 1990. Ainsi, la majorité de ses influences littéraires proviennent à la fois de la littérature grand public et du manhwa (bande dessinée) coréen. Avant sa carrière d'autrice, elle travaille comme scénariste, développeuse et graphiste pour le développeur de jeux vidéo coréen Garam & Baram.
En 2004, sa première œuvre de fiction publiée, The Experience of Touch, remporte le premier prix coréen d'écriture créative en science et technologie,. Elle remporte ensuite le prix annuel du roman de science-fiction sud-coréen à trois reprises pour The Seven Executioners (2013) dans la catégorie roman, The World's Fastest Person (2014) dans la catégorie nouvelle / nouvelle et How Alike We Are (2017) dans la catégorie nouvelle/roman,.
Jusqu'à récemment, Kim Bo-young est l'un des rares auteurs coréens de science-fiction à être traduite en anglais, en partie à cause de sa nouvelle publiée dans Clarkesworld Magazine. Ses œuvres plus récentes qui sont traduites en anglais sont I'm Waiting for You (HarperVoyager, 2021, traduite par Sophie Bowman et Sung Ryu) et On the Origin of Species and Other Stories (Kaya Press, 2021, traduite par Sora Kim-Russell et Joungmin Lee Comfort). Cette dernière est sélectionnée pour le National Book Award 2021 pour la littérature traduite,.

## Influences
Les nouvelles de Kim Bo-young sont souvent inspirées par des faits de société coréens importants, tels que le naufrage du Sewol, la victoire d'AlphaGo sur Lee Sedol et un incident officieusement surnommé « Korean Gamergate » dans lequel une comédienne de doublage d'un jeu vidéo de premier plan poste une photo d'elle portant une chemise avec les mots « Les filles n'ont pas besoin d'un prince », ce qui lui fait perdre son emploi.

## Œuvres choisies

### Romans
- L'Odyssée des étoiles, Rivages, coll. « Rivages/Imaginaire », 2023, trad. Pierre Bisiou et Kyungran Choi, 272 p.  (ISBN 978-2-7436-6111-3)Roman fix-up de trois nouvelles publiées précédemment

### Nouvelles traduites en anglais
- Creation Myth (진화 신화), 2010
- The Seven Executioners (7인 의 집행관 : 김보영 장편 소설), 2013
- The Prophet of Mundanity (저 이승 의 선지자), 2017
- How Similar (얼마나 닮았는가 : 김보영 소설집), 2020
- I'm Waiting for You (당신을 기다리고 있어 : 김보영 장편 소설), 2020